# Paraconger guianensis
Paraconger guianensis är en fiskart som beskrevs av Kanazawa, 1961. Paraconger guianensis ingår i släktet Paraconger och familjen havsålar. Inga underarter finns listade i Catalogue of Life.